# Сон в красном тереме
«Сон в красном тереме» (кит. трад. 紅樓夢, упр. 红楼梦, пиньинь hónglóumèng, палл. хунлоумэн) — наиболее популярный из четырёх классических романов на китайском языке.
Первые 80 глав принадлежат перу Цао Сюэциня и вышли в свет под названием «Записки о камне» (кит. трад. 石頭記, упр. 石头记, пиньинь shítóu jì, палл. шитоу цзи) незадолго до его смерти в 1763 году. В 1791 году писатель и издатель Гао Э вместе со своим помощником опубликовал ещё сорок глав, завершив сюжетную линию романа и дав ему нынешнее название. Исследователи романа спорят о том, насколько эта заключительная часть отражает авторский замысел Цао.
«Сон в красном тереме» — многоплановое повествование об упадке двух ветвей семейства Цзя, на фоне которого — помимо трёх поколений семейства — проходит бесчисленное множество их сродников и домочадцев. В отличие от более ранних китайских романов, в «Сне» используется чёткая сюжетная линия и стройная композиция, это первый роман, где писатель детально раскрывает переживания героев и смену их настроений. В романе вольно перемешаны элементы автобиографического бытописательства (возвышение и упадок семьи Цао Сюэциня) и выдумки, события повседневные чередуются со сверхъестественными происшествиями. Роман неоднократно запрещался в Китае за неблагопристойность.
На рубеже 1970—1980-х годов в КНР был создан институт по изучению «Сна в красном тереме» (кит. упр. 中国艺术研究院红楼梦研究所), первым главой которого стал известный исследователь романа Фэн Циюн. Для изучения романа возникла особая научная дисциплина, обозначаемая вошедшим в китайский язык словом хунсюэ (кит. трад. 紅学, упр. 红学, пиньинь hóngxué), что можно перевести как «красноведение» или «краснология».

## Язык повествования
«Сон в красном тереме» написан не на классическом китайском языке, а на севернокитайском; Цао был опытным поэтом и хорошо знал классический китайский, однако слова автора в «Сне» написаны в полуклассическим стиле, а диалоги — на пекинском диалекте севернокитайского языка, который впоследствии лёг в основу государственного языка Китайской республики (гоюй) и КНР (путунхуа). Языковые реформаторы в начале 20 века, выступавшие за переход с классического языка на письмо на севернокитайском, использовали роман для продвижения нового письменного языка.

## Темы повествования
Название романа происходит от идиоматического выражения «красный терем». Оно многозначно, один из смыслов — «помещение, где живут дочери богатых семейств»; другой вероятный источник названия — сон, который Баоюй видит в пятой главе: в этом сне судьбы многих героев предсказываются в красной комнате. Иероглиф кит. трад. 樓, упр. 楼 может переводиться как «вышка; башенка; комната», однако учёный Чжоу Жучан считает перевод «терем» игнорированием значения «комната», а потому ошибкой. Многократное упоминание красного цвета оттенка дахун (кит. трад. 大紅, упр. 大红, пиньинь dàhóng), по мнению специалиста по китайскому костюму Льва Сычёва, говорит о печали, которая вызвана быстротечностью жизни, тогда как Д. Н. Воскресенский видит в красном цвете символ любых «разбушевавшихся человеческих страстей».
Повествование ведётся сразу в нескольких планах — реалистическом, с тщательными описаниями предметных фонов и бытовых обрядов, и фантастико-аллегорическом; особенность композиции — смешение бытописания, аллегории и фантастики, так что их сложно разделить. «Магическая», сверхъестественная составляющая романа проявляется в том, что главный герой родился с яшмой во рту (причём на маленьком камешке поместился весь текст огромного романа), персонажам часто снятся вещие сны. По наблюдению Д. Н. Воскресенского, эта многослойность реального и фантастического отражена и в названии книги:

многосмысленность иероглифов «хун», «лоу» и «мэн» позволяет воспринять их сочетание как «сон-морок в высоком чертоге» и как «грёзы прозрения в потаенной женской обители», причем «мэн» внушает нам образ какого-то чудовищно длительного сна, который спустился на героев повествования и в котором они как бы пребывают, продолжая одновременно своё деятельное существование в реальной жизни.
«Сон в красном тереме» позволяет погрузиться в повседневность Цинской державы XVIII века, в том числе заглянуть в такие уголки старокитайской жизни, о которых не сохранилось больше никаких сведений. По текстам романа можно изучать аспекты традиционной культуры Китая, например, народную медицину, кухню, чайную культуру, пословицы, мифологию, конфуцианство, буддизм, даосизм, традицию сыновьей почтительности, оперу, музыку, живопись, классическую литературу и многие другие. Среди прочего, роман ценится за широкое использование поэзии.
Вместе с тем главный герой «Сна» бросает вызов традиционным устоям: не хочет становиться чиновником, равнодушен к конфуцианству, возвышает женщин и презирает мужчин. После выхода романа появились многочисленные подражания эротического содержания, в которых Баоюй представлен преуспевающим сановником.
Красной нитью через всю книгу проходит вопрос о соотношении реальности, правды и вымысла, иллюзий. Фамилия семьи главных героев, Цзя (кит. трад. 賈, упр. 贾, пиньинь jiǎ), омофонична слову «цзя» (кит. трад. 假, пиньинь jiǎ), означающему «ложь» или «фикция». Другая семья названа Чжэнь (кит. трад. 甄, пиньинь zhēn), что омофонично слову «правда, реальность», «чжэнь» (кит. трад. 真). Таким образом, семьи — одновременно и реальные люди и сказочное ви́дение собственной семьи автора, которая, подобно описанному в романе семейству, в годы его юности была близка к императорскому дому, но впоследствии попала в опалу и утратила свои позиции при дворе. Почти все имена в романе — говорящие, часто в них зашифрован аллегорический подтекст, что создаёт непреодолимые трудности для переводчиков.

## Сюжет
В романе детально описываются две ветви богатого аристократического семейства Цзя — дом Жунго (кит. трад. 榮國府, упр. 荣国府, пиньинь róngguó fǔ, палл. жунго фу) и дом Нинго (кит. трад. 寧國府, упр. 宁国府, пиньинь níngguó fǔ) — которые живут в просторных имениях в столице (под которой подразумевается Пекин). Предки Цзя были высокопоставленными вельможами с титулом гуна, а брат матери главного героя упомянут как наместник столицы. Сестра главного героя становится наложницей императора, и в честь её визита разбивают роскошный сад. Роман описывает богатство Цзя в натуралистичной манере, а затем, в дальнейшем развитии судеб трёх десятков главных героев и четырёх сотен второстепенных — падение рода, впадение в немилость и конфискацию недвижимости.
Основная сюжетная линия — путешествие разумного камня, яшмы, которую обронила богиня Нюйва. Камень взмолился даосскому монаху, чтобы тот взял его с собой посмотреть мир. Яшма, сопровождаемая божественным спутником (кит. трад. 神瑛侍者, пиньинь shényīng shìzhě, палл. шэньин шичжэ), получила шанс узнать людей, воплотившись в человеческом обличье. В версии Чэна и Гао яшма и её спутник стали одним героем.
Главный герой «Сна в красном тереме» — один из наследников семьи Цзя, беспечный Цзя Баоюй (кит. трад. 賈寶玉, упр. 贾宝玉, пиньинь jiǎ bǎoyù, буквально: «драгоценный жад»). Он родился с кусочком драгоценного жадеита во рту. Баоюя и его болезненную кузину Линь Дайюй связывают особые узы; они оба любят музыку и поэзию. Родня прочит в жёны Баоюю другую кузину — учёную красавицу Сюэ Баочай; её грация и ум восхищают главного героя, однако он не привязан к ней эмоционально. Любовное соперничество и дружба между главными героями на фоне теряющей влияние семьи образуют главную сюжетную линию романа.
В сохранившихся 80 главах за авторством Цао Сюэциня основные сюжетные линии не доведены до развязки. Неумолимо нарастает элегический тон, связанный с упадком семейства Цзя, которому способствует беспечность представителей нового поколения, особенно мужчин, предпочитающих делам негу и наслаждения. По многочисленным сновидениям героев рассыпаны туманные намёки на дальнейшее развитие событий и на неизбежность трагического финала.
Опираясь на эти намёки, Гао Э (1745—1820) и Чэн Вэйюань (1738—1815) завершили роман следующим образом. Среди прислуги распространился слух, что Баоюй тайно помолвлен, он дошел до Дайюй, и она стала угасать. Слух оказался ложным, и Дайюй начала выздоравливать. Однако он уже подействовал на матушку Цзя и некоторых других родственников, она стала считать, что близость Баоюя и Дайюй пагубно действует на Дайюй, и что Баоюю больше подходит Баочай. С этим согласились госпожа Ван и Фын-цзе, предложив устроить сначала свадьбу Баоюя с Баочай, а затем и Дайюй выдать замуж. Воспользовавшись недугом Баоюя, родственники обманом устроили его брак с Баочай: Баоюй до самого момента свадьбы думал, что его женят на Дайюй. Дайюй узнала горькую правду раньше него. Этот удар стал смертельным для хрупкой Дайюй. Она умерла в момент начала брачной церемонии, на которой горькая правда вскоре открылась для Баоюя. Главный герой, примирившись с коварным обманом, начинает готовиться к чиновничьей карьере, но в итоге проникается идеалами буддизма, осознаёт тщету жизни в лоне страстей и вместе с бродячим монахом покидает столицу.

### Редакторские правки
Одной из основных задач «красноведов» является установление того, насколько дошедший до нашего времени текст соответствует авторскому замыслу. Почти всеми сведениями о Цао Сюэцине мы обязаны первым комментаторам романа, которые называют себя Чжияньчжай и Цзихусоу. Первый из них знал содержание утраченной концовки романа за авторством Цао и, по мнению ряда литературоведов, был его соавтором. Цзихусоу признаётся, что дал указание переписать историю трагической гибели Кэцин, вступившей в неподобающую связь со свёкром. Вычеркнув упоминания об этой связи и о самоубийстве Кэцин, редакторы забыли про вещий сон в главе 5, где предсказано, что одна из обитательниц дома повесится. Гао Э при составлении продолжения также приходилось переписывать предыдущие главы — «усекать длинное и дополнять укороченное, чтобы добиться законченной полноты книги».
В результате перекомпоновок текста редакторами в романе образовалось немало сюжетных несоответствий. Так, с первых же глав обращают на себя внимание хронологические неувязки.  В начале исправленной 120-главной версии Дайюй пять лет, а Баоюю — десять. Несколько глав спустя Дайюй сообщает, что Баоюй старше её на год. В шесть лет она отправляется на лодке в столицу, а прибывает туда сверстницей 12-летнего Баоюя. Про Баочай сказано, что она «чуть постарше» Дайюй; при этом матери её уже «под пятьдесят». Единственный брат всего на год старше Баочай (то есть тоже очень поздний, по меркам того времени, ребёнок), однако описывается тогда же как закоренелый «распутник, наложниц у него хоть отбавляй»; он судим за убийство и «числится в списках купцов — поставщиков императорского дворца».
Специфика отражения времени в романе, точнее, в его версии гэн-чэнь, завершённой при жизни автора романа, подробно рассмотрена в монографии Гао Цзя, опубликованной в 2011 году в Пекине. В ней, в частности, собраны и прокомментированы хронологические неувязки в романе:17.

## Портреты героев романа
Сон в красном тереме содержит очень много героев: около сорока считаются главными, а число второстепенных приближается к 500. Книга также известна детальными портретами женских персонажей.

### Баоюй и Двенадцать головных шпилек из Цзиньлина
«Двенадцать шпилек из Цзиньлина» (кит. трад. 金陵十二釵, упр. 金陵十二钗, пиньинь Jīnlíng shí'èr chāi, палл. цзиньлин шиэр чай) — условное наименование 12 красавиц романа. Китайские шпильки для волос являются метафорой для красивой девушки.
- Цзя Баоюй (кит. трад. 賈寶玉, упр. 贾宝玉, пиньинь jiǎ bǎoyù, буквально: «драгоценный жад»).

Протагонист романа. В начале 80-главного повествования ему 8, а в конце — 14 лет; Гао Э при переработке романа увеличил его возраст на 4-5 лет. Единственный живущий сын Цзя Чжэна и его жены, госпожи Ван. При рождении во рту Баоюя лежал кусочек сверкающей яшмы (это камень, оставленный богиней Нюйва). Отец, строгий конфуцианец, занимается его образованием, однако Баоюй читает Чжуан-цзы и Записки из Западного флигеля, а не Четверокнижие, которое считается классическим собранием для обучения. Баоюй очень умён, но не любит бюрократию, процветающую в доме отца. Чувствительный и способный к состраданию, Баоюй привязан ко многим женщинам во дворце.
- Линь Дайюй (кит. трад. 林黛玉, пиньинь lín dàiyù, буквально: «чёрный жад»).

Младшая кузина Баоюя, болезненная дочь янчжоуского учёного чиновника Линь Жухая (кит. трад. 林如海, пиньинь lín rúhǎi) и госпожи Цзя Минь (кит. трад. 賈敏, упр. 贾敏, пиньинь jiǎ　mǐn). Она красива, но её красота необычна. У Дайюй серьёзное заболевание дыхательной системы. В самом начале романа Дайюй переезжает в дом Жунго после смерти своей матери. Дайюй эмоционально уязвима, мнительна, заносчива, предрасположена к ревности, однако является очень талантливой поэтессой и музыкантом. Она одинока и горда, её персонаж глубоко трагичен. Дайюй предназначена Баоюю: во сне Баоюй слышит песню: «Все говорят: // Связаны золото с нефритом судьбою. // Я ж вспоминаю: // камень и дерево клятву давали», но не сразу понимает смысла этих слов. Фамилия Дайюй — Линь — означает «лес». Дайюй — перевоплощение «Пурпурной жемчужины» — травы бессмертия; в магической реальности волшебный камень заметил траву и поливал каждый день сладкой росой, а трава, превратившись в девушку, обещала яшме отблагодарить за росу слезами. В жизни Дайюй платит Баоюю по этому обещанию. Линь Дайюй понимает Баоюя как никто, например, они вместе хоронят опавшие лепестки вишен, чтобы их никто не осквернил. Для близости Дайюй и Баоюя автор в 5 главе романа использовал выражение «ничуть не Шэнь и Шан» (кит. упр. 略无参商, палл. люэ у шэньшан), затем ставшее чэнъюем, в современном китайском языке означающим совершенную гармонию, полное отсутствие отчуждения.
- Сюэ Баочай (кит. трад. 薛寶釵, упр. 薛宝钗, пиньинь xuē bǎochāi, буквально: «драгоценная шпилька»).

Другая кузина Баоюя, единственная дочь Тётушки Сюэ (кит. трад. 薛姨媽, упр. 薛姨妈, пиньинь xuē yímā, палл. сюэ има), тетки Баоюя по матери. Баочай и Дайюй — противоположности: Дайюй — необычная и чувствительная девушка, Баочай — идеальная китайская жена для того времени. В романе её описывают как прекрасную, однако скрытную и конформную. Она проявляет доброту ко всем, обладает умом и талантом:68. Несмотря на то, что Баочай не стремится показывать свои знания окружающим, она разносторонне образована, разбираясь как в буддийских текстах, так и в обыденной жизни. Комната Баочай совершенно не украшена, лишь небольшая ваза хризантем стоит в ней. Внешне Баочай выглядит более очаровательно, чем Дайюй, однако уступает ей в стройности и грациозности манер. Баочай носит золотое ожерелье, подаренное ей в детстве буддийским монахом. Подвеска Баоюя составляет с её ожерельем пару: на них написаны подходящие стихи. А сам союз Баоюя и Баочай представлен как предопределённый свыше. Баоюя обманом женят на Баочай, что приводит к смерти Дайюй:64.
- Цзя Юаньчунь (кит. трад. 賈元春, упр. 贾元春, пиньинь jiǎ yuánchūn, буквально: «первая весна»).

Старшая сестра Баоюя. Одна из фрейлин в императорском дворце, Юаньчунь становится наложницей императора, впечатлив его манерами и учёностью. Благодаря этому семья Цзя возвышается. Несмотря на своё привилегированное положение, Юаньчун чувствует себя заключённой в четырёх стенах императорского дворца.
- Цзя Таньчунь (кит. трад. 賈探春, упр. 贾探春, пиньинь jiǎ tànchūn, буквально: «искать весну»).

Младшая сестра Баоюя по наложнице Чжао. Дерзкая и очень прямая, она почти так же умела, как Ван Сифэн. Сама же Сифэн хвалит Таньчунь в личной беседе, но сокрушается, что ту «породило не то лоно», так как дети наложниц не равны детям жён. Таньчунь очень талантливая поэтесса, а за красоту её называют Розой.
- Ши Сянъюнь (кит. трад. 史湘雲, упр. 史湘云, пиньинь shǐ xiāngyún, буквально: «облака над рекой Сянцзян»).

Младшая сестра Цзя Баоюя, внучатая племянница его бабушки. Рано осиротевшую Сянъюнь воспитывал богатый дядя по матери и его жена, которые плохо к ней относятся. Несмотря на это, Сянъюнь открыта и весела, а её андрогинная красота позволяет ей хорошо выглядеть в мужской одежде (однажды Сянъюнь надела платье Баоюя, а бабушка Цзя решила, что перед ней мужчина); кроме того, девушка любит выпить. Она прямолинейна и честна, хотя ей недостаёт такта, однако её всепрощающая натура уравновешивает колкие реплики. Сянъюнь искусна в стихосложении, как Дайюй и Баоюй.
- Мяоюй (кит. трад. 妙玉, пиньинь miàoyù, буквально: «прелестная яшма»).

Молодая монахиня из обители дома Жунго. Образованная красавица Мяоюй холодна, асоциальна и замкнута. Кроме того, Мяоюй болезненно чистоплотна. В романе говорится, что она была вынуждена уйти в монастырь, чтобы избежать политических склок.
- Цзя Инчунь (кит. трад. 賈迎春, упр. 贾迎春, пиньинь jiǎ yíngchūn, буквально: «приветствовать весну»).

Младшая сестра Юаньчунь. Инчунь — дочь Цзя Шэ, дяди Баоюя. Добра и слабохарактерна, она не испытывает интереса к происходящему в мире. Хорошенькая и начитанная Инчунь, тем не менее, не может сравниться со своими кузинами ни в красоте, ни в уме. Инчунь выдают за чиновника, однако свадьба — лишь попытка возвысить опускающееся семейство Цзя. Новобрачная Иньчунь становится жертвой домашнего насилия: её муж — жестокий насильник.
- Цзя Сичунь (кит. трад. 賈惜春, упр. 贾惜春, пиньинь jiǎ xīchūn, буквально: «драгоценная весна»).

Сестра Баоюя из дома Нинго, переехавшая в дом Жунго. Одарённая художница, Сичунь — глубоко верующая буддистка. Она сестра Цзя Чжэня, главы дома Нинго. В конце романа, после падения семьи Цзя, она становится монахиней. Она самая младшая из Двенадцати шпилек, и бо́льшую часть повествования находится в ранней юности.
- Ван Сифэн (кит. трад. 王熙鳳, упр. 王熙凤, пиньинь wáng xīfèng, буквально: «пышный феникс») или Фын-цзе (кит. трад. 鳳姐, упр. 凤姐, пиньинь fèng jiě).

Молодая жена Цзя Ляня (двоюродная сестра дяди Баоюя по отцу), племянница госпожи Ван. Сифэн — родственница и свойственница Баоюя. Сифэн умна, красива, весела, но жестока и порочна. Одна из самых разговорчивых женщин романа. Сифэн управляет делами в доме, благодаря чему имеет большую экономическую и политическую власть в нём. Любимица бабушки Цзя, Сифэн постоянно развлекает её шутками, играя роль идеальной невестки: весёлая с бабушкой, руководит домом железной рукой. Её персонаж — один из наиболее неоднозначных: Сифэн добра к бедным, но жестока и способна на убийство. Громкий смех Сифэн контрастирует с идеалом китайской женщины XVIII века.
- Цзя Цзяоцзе (кит. трад. 賈巧姐, упр. 贾巧姐, пиньинь jiǎ qiǎojiě).

Дочь Ван Сифэн и Цзя Ляня. В романе она ребёнок. После падения Цзя в версии Гао Э Цзяоцзе выходит замуж за богатого крестьянина и уезжает в деревню жить скучной жизнью жены земледельца.
- Ли Вань (кит. трад. 李紈, упр. 李纨, пиньинь lǐ wán, буквально: «белый шёлк»).

Старшая невестка, вдова умершего брата, Цзя Чжу (賈珠). Её главная цель в жизни — вывести в люди своего сына Цзя Ланя и присматривать за его сёстрами. Ли Вань, молодая вдова на третьем десятке, описана как приветливая женщина, ничего не желающая, идеал конфуцианской вдовы. Она возвышается вслед за своим сыном, который хорошо сдал экзамены, но в «Сне» её фигура — трагическая, так как молодой женщине приходится следовать строгим канонам поведения.
- Цинь Кэцин (кит. трад. 秦可卿, пиньинь qín kěqīng).

Невестка Цзя Чжэна. Наиболее загадочный персонаж романа. Прекрасная и кокетливая Кэцин соблазняет своего свёкра и умирает в первой половине произведения. Её спальня украшена бесчисленными драгоценностями, принадлежавшими историческим и мифическим женщинам древности. Заснув на её кровати, Баоюй путешествует по Миру Грёз, где имел любовные дела с волшебной феей по имени Кэцин, что свидетельствует о значительной роли, которую Кэцин играла в его сновидениях.

### Прочие главные герои
- Матушка Цзя (кит. трад. 賈母, упр. 贾母, пиньинь jiǎmǔ)

Дочь маркиза Ши из Цзиньлина. Бабушка Баоюя и Дайюй, самая старшая и самая влиятельная дама во дворце Жунго. У неё два сына, Цзя Шэ и Цзя Чжэн, и дочь Цзя Минь — мать Дайюй. Дайюй привозят во дворец Жунго по требованию матушки Цзя, она помогает Баоюю и Дайюй наладить духовную связь. По мнению филолога Ван Силяня (王希廉), она единственный персонаж романа, в котором сочетаются все четыре качества, определяющие настоящее достоинство личности: счастье, долголетие, талант и добродетель:53.
- Цзя Шэ (кит. 贾赦, пиньинь jiǎ shè)

Старший сын бабушки. Отец Цзя Ляня и Цзя Иньчунь. Хозяйственных дел не ведёт и практической пользы семье не приносит. По оценке Ван Силяня, не обладает ни талантом, ни добродетелью:53,55,56.
- Цзя Чжэн (кит. трад. 賈政, упр. 贾政, пиньинь jiǎ zhèng)

Отец Баоюя, младший сын бабушки Цзя. Конфуцианский учёный. Он боится, что наследник испортится, поэтому строго его воспитывает, применяя физическое наказание. Женат на госпоже Ван. Определённым кругом персонажей характеризуется как положительный герой, но в повседневной жизни оказывается плохим родителем и гражданином, не принося пользы семье. По оценке Ван Силяня, обладает добродетелью, но лишён таланта:53,55,56.
- Цзя Лянь (кит. трад. 賈璉, упр. 贾琏, пиньинь jiǎ lián)

Молодой муж Ван Сифэн, его единственное стремление в жизни — удовлетворение собственных страстей. Отсутствует разборчивость в избрании «возлюбленных» и нет воли. Приносит несчастье избранницам. О. Линлин отмечает его сходство с Симэнь Цином из романа «Цзинь, Пин, Мэй». По оценке Ван Силяня, с малых лет у него был талант, но отсутствовала добродетель:53,56. Беременная наложница Ляня погибает от рук Сифэн. Он и его жена распоряжаются средствами дома.
- Сянлин (кит. трад. 香菱, пиньинь xiāng líng)

Служанка Сюэ, при рождении названа Чжэнь Инлянь (кит. трад. 甄英蓮, упр. 甄英莲, пиньинь zhēn yīnglián, что омонимично выражению «заслуживает жалости»), похищенная дочь Чжэнь Шииня (герой первой главы). Жена Сюэ Паня, Ся Цзяньгуй, называет её Цюлин (кит. трад. 秋菱, пиньинь qiūlíng).
- Пинъэр (кит. трад. 平兒, упр. 平儿, пиньинь píngér)

Главная служанка и наперсница Сифэн, наложница Цзя Линя. Герои романа считают, что она может соревноваться в красоте с красавицами дома. Она уехала из семьи Ван вслед за Сифэн, и на новом месте всячески помогает Сифэн, заслужив уважение всех слуг. Одна из немногих людей, близких Сифэн, сумевшая благодаря этому получить власть в доме, однако она пользуется ею аккуратно и справедливо.
- Сюэ Пань (кит. трад. 薛蟠, пиньинь xuē pán)

Старший двоюродный брат Баоюя. Беспутный развратник, хулиган. Известен любовными связями с мужчинами и женщинами. Малообразован. Однажды убил человека, семья замяла дело деньгами.
- Бабушка Лю (кит. трад. 劉姥姥, упр. 刘姥姥, пиньинь liú lǎolao)

Простая дальняя родственница из деревни, резко отличающаяся от остальной семьи, производя комический эффект. Спасает Цяоцзе от дяди, который пытается продать свою племянницу.
- Госпожа Ван (кит. трад. 王夫人, пиньинь wáng fūren)

Буддистка, главная жена Цзя Чжэна. Из-за проблем со здоровьем передаёт дела по дому Сифэн, хотя Сифэн должна ей отчитываться, так что последнее слово остаётся за ней. Хотя госпожа Ван кажется доброй владычицей и не чает души в детях, она жестока и беспощадна в вопросах, касающихся её авторитета. Она зорко следит за тем, чтобы Баоюй не стал встречаться со служанками.
- Тётушка Сюэ (кит. трад. 薛姨媽, упр. 薛姨妈, пиньинь xuē yímā)

Тётя Баоюя по матери, мать Сюэ Паня и Сюэ Баочай. Добра и учтива, но не в состоянии справиться со своим сыном.
- Хуа Сижэнь (кит. трад. 花襲人, упр. 花袭人, пиньинь huā xírén)

Главная служанка Баоюя и его наложница. Хотя она была служанкой бабушки, та отдала её Баоюю для обучения. Сижэнь всё время заботится о Баоюе и переживает за него, она является одной из четырёх самых близких Баоюю девушек (наряду с Линь Дайюй, Сюэ Баочай и Ши Сянъюнь):64.
- Цинвэнь (кит. трад. 晴雯, пиньинь qíngwén)

Служанка Баоюя. Хрупкая, надменная и самая красивая из служанок, Цинвэнь, по утверждениям окружающих, очень похожа на Дайюй. Среди всех служанок Цинвэнь — единственная, кто осмеливается спорить с Баоюем, когда он делает ей выговор, но она посвящает ему себя всю. Она презрительно относится к попыткам Сижэнь использовать отношения с Баоюем для подъёма собственного авторитета в семье. Госпожа Ван заподозрила её в связи с Баоюем и выгнала. Оскорбленная и униженная Цинвэнь умирает от болезни вскоре после того, как оставляет дом Цзя.
- Юаньян (кит. трад. 鴛鴦, упр. 鸳鸯, пиньинь yuānyang, буквально: «пара уток-мандаринок»)

Главная служанка бабушки Цзя. Отказалась становиться наложницей распутного старшего сына бабушки Цзя, Цзя Шэ.
- Минъянь (кит. трад. 茗煙, упр. 茗烟, пиньинь míngyān)

Слуга Баоюя. Знает своего хозяина как себя.
- Цзыцзюань (кит. трад. 紫鵑, упр. 紫鹃, пиньинь zǐjuān, буквально: «пурпурная кукушка»)

Преданная служанка Дайюй, переданная главой дома внучке.
- Сюэянь (кит. трад. 雪雁, пиньинь xuěyàn, буквально: «снежный дикий гусь»)

Служанка Дайюй. Она приехала с Дайюй из Янчжоу, изображена милой, приятной девушкой.
- Наложница Чжао (кит. трад. 趙姨娘, упр. 赵姨娘, пиньинь zhào yíniáng)

Наложница Цзя Чжэна. Мать Цзя Таньчунь и Цзя Хуаня, неполнородных сиблингов Баоюя. Она жаждет стать матерью главы семьи, но у неё этого не выходит. Она замышляет убийство Баоюя и Сифэн с помощью чёрной магии, но в итоге гибнет сама.

## Критика и влияние
В конце XIX века влияние «Сна» было так велико, что реформатор Лян Цичао критиковал его и «Речные заводи» как «приглашение к воровству и похоти». Учёный Ван Говэй, тем не менее, читал «Заводи» для собственного удовольствия. В период Культурной революции, когда многие классические произведения конфуцианского толка получали негативные отзывы, учёный Ху Ши с помощью текстологической критики осветил роман с нового угла зрения, так что он был признан фундаментальным для национальной культуры. Ху со своими коллегами, Гу Цзеганом и Ю Пинбо первыми заявили об авторстве Цао Сюэциня, что стало большим толчком для художественной критики: ранее «малые литературные формы» не приписывались конкретным авторам. Ху изучил язык книги, а также пекинский диалект, который был положен в основу литературного китайского языка.
В 1920-х появилась научная дисциплина «хунсюэ», состоявшая в изучении «Сна в красном тереме» (своего рода аналог пушкинистики в России). Свою лепту в изучение романа внесли почти все выдающиеся филологи республиканского Китая. Среди читателей был и молодой Мао Цзэдун, который позже утверждал, что читал роман пять раз, и восхвалял его как одно из величайших литературных произведений. Влияние идей романа заметно в таких работах, как «Семья» Ба Цзиня и «Мгновение в Пекине» Линь Юйтана.
Начало 1950-х было урожайным для хунсюэ, так как тогда были опубликованы основные работы Юй Пинбо. Чжоу Жучан, ещё молодым учёным в 1940-е попавший в поле зрения Ху Ши, опубликовал свой первый труд в 1953. Он стал бестселлером. Однако в 1954 году Мао раскритиковал Юй Пинбо за «буржуазный идеализм», за неумение показать, что действие романа происходит на фоне упадка феодализма, а также неумение изображать классовую борьбу. Во время кампании «Пусть расцветают сто цветов» Юй подвергся серьёзной критике, но атаки были столь многочисленны и так наполнены цитатами из его работ, что идеи писателя получили широчайшее распространение среди людей, которые никогда бы не узнали о них в ином случае. Критиковали Юй Пинбо и Ху Ши и в СССР, в частности, известный китаист Н. Т. Федоренко отметил их стремление скрыть социальную значимость романа и его реализм и указал, что первым об этой особенности романа заговорил Лу Синь:15. Во время Культурной революции роман попал под удар, хотя вскоре вернул репутацию. В Китае издаётся несколько журналов по хунсюэ; один только Чжоу Жучан опубликовал более 60 критических биографических и критических работ по роману. Множество статей по текстологии романа на основе изучения его петербургской рукописи опубликовал Пан Ин (1928—2009):20.
Телесериалы 1980-х годов способствовали небывалому росту известности романа и его персонажей среди рядовых китайцев. В 1986 году в провинции Хэбэй был создан дворец Жунго, стилизованный под старинное аристократическое поместье; многие китайские туристы стремятся пройтись по «улице, разделяющей дворцы Жунго и Нинго», которая описана в романе. К съёмкам телесериала 1987 году в Пекине по описаниям Цао Сюэциня:4 был создан большой «Сад роскошных зрелищ», где воссозданы более тридцати объектов, описанных в романе.
В китайском языке есть крылатое выражение «Грош цена всем толкам о поэзии и классике, если не касаешься „Сна в красном тереме“» (кит. упр. 开谈不说《红楼梦》，读尽诗书也枉然):15.

### Экранизации
Для киноэкрана «Сон в красном тереме» был адаптирован китайскими кинематографистами в 1927, 1944, 1962, 1977 и 1978 годах. Наиболее адекватной в плане следования первоисточнику считается гонконгская музыкальная драма 1962 года. Учитывая объем романа, в киноверсиях используется, как правило, только основная сюжетная линия, связанная с любовным треугольником Баоюя, Дайюй и Баочай.
Сюжет романа послужил источником также по меньшей мере пяти многосерийных телефильмов. Первый мини-сериал был показан в 1975 году гонконгским каналом TBL. Наибольший успех среди публики и специалистов имел 36-серийный телесериал, впервые показанный Центральным телевидением Китая в 1987 году. Для съёмок в Пекине был специально создан «Сад роскошных зрелищ»:4.
В 2007 году Ху Мэй получила заказ на создание новой телеверсии романа, на этот раз из 50 серий. В отличие от «классической» экранизации 1987 года, в основу сценария был положен вариант романа, состоящий из 120 глав (то есть дописанный Гао Э). На создание телесериала ушло не менее 17 млн $, что делает его одним из самых дорогостоящих проектов в истории китайского телевидения. Премьера состоялась в 2010 году на шести телеканалах Китая. Для съёмок использовался «Сад роскошных зрелищ» в 65 км к западу от Шанхая:4. Мнения публики о качестве этой адаптации разделились; по утверждению одного сетевого СМИ, некоторые литературоведы критиковали адаптацию за не совсем точное отражение литературного материала, отмечая и наличие достоинств. В то же время, у этой адаптации были отмечены высокие зрительские рейтинги, порой рекордные. Телесериал был синхронно дублирован на казахском языке и с 3 августа 2015 года по рабочим дням шёл на государственном телеканале «Казахстан» с субтитрами на русском языке.

## Переводы
Серьёзной проблемой для перевода прозы Цао является использование автором нескольких стилей разговорного и литературного языка и включение форм классической поэзии, которые являются неотъемлемой частью романа. По оценке Энн Лонсдейл, приведённой в Литературном приложении «Таймс», роман «общеизвестен как трудный для перевода». Тем не менее, многие, по разным причинам, взяли на себя задачу перевести это произведение.
На Востоке перевод романа потребовался только в XX веке, когда классическое образование заменилось современным европеизированным и уже далеко не каждый мог читать по-китайски. В 1920 году вышел японский перевод «Сна в красном тереме», выполненный Юкидой Роханом и Хираокой Рюдзё, сопровождавшийся для желающих и подлинным китайским текстом.
Впервые на европейские языки роман был переведён в XIX веке. Первая достоверная попытка перевода романа на английский язык была сделана известным протестантским миссионером и китаистом Робертом Моррисоном (1782—1834) в 1812 году, когда он перевел часть четвёртой главы романа с целью его публикации во втором томе книги «Horae Sinicae» (эта книга так и не была опубликована). В 1816 году Моррисон издал перевод беседы из 31-й главы в своём учебнике китайского языка как пример китайских диалогов. В 1819 году короткий отрывок из третьей главы был переведен известным британским дипломатом и китаеведом Джоном Фрэнсисом Дэвисом (1795—1890), и опубликован им в журнале «London Journal Quarterly Review». В 1830 году Дэвис также опубликовал стихотворение из третьей главы романа в «Трудах» Королевского азиатского общества Великобритании и Ирландии.
В Англии в 1868 году вышли первые восемь глав в переводе Е. Боура, в 1885 году — переводы главы тогдашнего английского китаеведения Герберта Джайлза, в 1919 году — переложение одного из знаменитейших в Англии переводчиков китайской литературы Артура Уэйли. Немецкий перевод Франца Куна вышел в 1932 году, французский в избранных фрагментах — в 1933 году. Все перечисленные переводы были в той или иной мере адаптированы, приспособлены к привычным представлениям о литературе тех культур, на язык которых делался перевод, или представлены в избранных, наиболее, по мнению переводчиков, интересных для читателя отрывках. Перевод романа во всех деталях, составляющих его особую прелесть, казался европейским переводчикам громоздким и для западного читателя неудобочитаемым.
Неадаптированные издания появились во второй половине XX в.: первые три тома — начальные восемьдесят глав — под названием «История камня, или Сон в красном тереме» в переводе Д. Хоукса вышли в Англии в 1976—1978 годах. Ещё два тома, заключительные сорок глав, в переводе Дж. Минфорда, появились в 1982 году.

### Роман в России
В 1832 году сотрудник Русской духовной миссии в Пекине П. П. Курляндцев приобрёл рукопись 80-главного романа, хранящуюся ныне в петербургском Институте восточных рукописей. Это единственная рукопись романа, находящаяся за пределами Китая. Её изучение началось в 1962 году, когда она была обнаружена в архиве Института востоковедения китаистом Б. Л. Рифтиным. В 1964 году он и Л. Н. Меньшиков опубликовали её описание:14. В 1986 году совместное советско-китайское факсимильное издание этой рукописи в шести томах вышло в Пекине под заголовком «„Запись на камне“, хранящаяся в СССР, в Ленинграде» (кит. упр. 苏联列宁格勒藏“石头记”). В 2013 году в Пекине в пяти томах вышло совместное российско-китайское факсимильное издание рукописи с исследованием.
Участник той же миссии А. И. Кованько, возвратившись из Китая в 1836 году, опубликовал под псевдонимом Дэ Мин очерки под названием «Поездка в Китай» (журнал «Отечественные записки» за 1841—1843 годы). К заключительной части он приложил русский перевод вступления к первой главе «Сна в красном тереме», и это было первой попыткой в России продемонстрировать шедевры китайской художественной литературы на образцах.
Первым исследователем романа в России был профессор А. В. Рудаков (1871—1949), до революции руководивший Восточным институтом во Владивостоке. На протяжении всей жизни он готовил полный перевод романа на русский язык, который был утрачен в 1930—1940-х годах.
Единственный русский перевод романа был выполнен китаистом В. А. Панасюком, уже имевшим опыт полного перевода «Троецарствия», в 1958 году. Впоследствии другие китаисты неоднократно обращали внимание на пропуски и искажения, допущенные переводчиком «ради приближения романа к русскому читателю». В то же время, Л. Н. Меньшиков отмечает, что В. А. Панасюк был первым, кто попытался и во многих случаях сумел передать многочисленные детали быта в романе, тогда как вышедшие до него переводы, в том числе зарубежные, были в значительной мере адаптированы. В самые последние годы жизни Панасюк принялся за исправление перевода, но сделать этого не успел. Его перевод был переиздан в середине 1990-х годов с новыми стихотворными вставками, которые подготовил Л. Н. Меньшиков.

### Комментарии
1. ↑  Например, в главе 5 фея открывает спящему Баоюю детское имя госпожи Цинь.
2. ↑  Например, имя главного героя — Драгоценная Яшма — созвучно с именами двух его возлюбленных: Чёрная Яшма и Драгоценная Шпилька, что лишний раз подчёркивает их внутреннюю близость.
3. ↑  Чтобы снять противоречие, Гао Э заставил свести счёты с жизнью второстепенного персонажа — служанку.
4. ↑  Согласно исправленной Гао Э хронологии. В версиях, которые приписываются Цао Сюэциню, на момент потери девственности Баоюю всего 8 лет. Ввиду таких неувязок Дай Буфань отказывал Цао в авторстве романа, считая, что он лишь небрежно обработал чужое произведение.
5. ↑  Шэнь и Шан — это звёзды в одноимённых китайских созвездиях (созвездие Шан больше известно под названием Синь — «сердце»), расположенных в диаметрально противоположных частях небесной сферы, в районе созвездия Ориона и созвездия Скорпиона соответственно. По легенде, постоянно ссорившихся между собой сыновей полубога Ди-ку, Яньбо и Шичэня, отец назначил управляющими звёзд Шан и Шэнь соответственно, чтобы они никогда не встречались, поскольку когда одна звезда восходит, другая заходит. См. в источнике: Юань Кэ. Мифы древнего Китая. — 2-е изд. — М.: Наука, 1987. — С. 122—123. — 75 000 экз.
6. ↑  В СССР позиционировался как первый полный перевод романа на языки Европы.